# Mathias Moberg
Mathias Moberg, född 17 juni 1798 på Stora Vångerslät, Åby församling, Kalmar län, död 12 januari 1871 i Visby, var en svensk militär och porträttmålare.
Han var son till gårdssmeden Peter Moberg och Sara Chatarina Sweder samt från 1830 gift i Visby med Ettan Sophie Petersohn. Moberg blev löjtnant 1825 och kapten samt kompanichef vid Gotlands nationalbeväring 1841. Han var inom familje- och vänkretsen en uppskattad porträttör, till hans bästa porträtt räknas det över svärfadern kongl. secter Gustaf  Petersohn. Hans miniatyrporträtt av skalden Stagnelius väninna Constance Magnét återutgavs i Stangelius Samlade skrifter som utgavs 1957. Förutom porträtt arbetade han med restaurering av äldre målningar.